# Lycodon flavicollis
Espèce
Lycodon flavicollis est une espèce de serpent de la famille des Colubridae.

## Répartition
Cette espèce est endémique du Tamil Nadu en Inde. Elle se rencontre dans les monts Anaikatti dans les Ghâts occidentaux.

## Étymologie
Son nom d'espèce, du latin flavus, « jaune », et collare, « collier », lui a été donné en référence à son collier jaune qui la différencie nettement des autres espèces vivant dans les Ghâts occidentaux.

## Publication originale
- Mukherjee & Bhupathy, 2007 : A new species of wolf snake (Serpentes: Colubridae: Lycodon) from Anaikatti Hills, Western Ghats, Tamil Nadu, India. Russian Journal of Herpetology, vol. 14, n. 1, p. 21-26.